# 사천중학교 (강원)
사천중학교(沙川中學校)는 대한민국 강원특별자치도 강릉시 사천면 석교리에 있는 공립 중학교이다.

## 학교 연혁
- 1954년 5월 19일 : 주문진중학교 사천분교
- 1955년 3월 29일 : 사천중학교 설립 인가(3학급)
- 1956년 3월 8일 : 제1회 졸업식(49명)
- 1999년 3월 1일 : 3학급 감축 편성
- 2011년 3월 1일 : 특수학급 신설 인가
- 2015년 10월 12일 : 체육관 준공
- 2018년 2월 1일 : 급식소 준공
- 2023년 3월 1일 : 제28대 이영진 교장 부임
- 2025년 1월 3일 : 제70회 졸업식(졸업생 11명, 누계 5,175명)
- 2025년 3월 4일 : 2025학년도 입학식(입학생 16명)

## 참고 자료
- 사천중학교 - 한국교육학술정보원 학교알리미